# Хидалго (Тексас)
Хидалго (енгл. Hidalgo) град је у америчкој савезној држави Тексас. По попису становништва из 2010. у њему је живело 11.198 становника.

## Демографија
Према попису становништва из 2010. у граду је живело 11.198 становника, што је 3.876 (52,9%) становника више него 2000. године.
| Група             | 2000.         | 2010.          |
| Белци             | 142 (1,9%)    | 165 (1,5%)     |
| Афроамериканци    | 9 (0,1%)      | 24 (0,2%)      |
| Азијати           | 9 (0,1%)      | 2 (0,0%)       |
| Хиспаноамериканци | 7.157 (97,7%) | 11.015 (98,4%) |
| Укупно            | 7.322         | 11.198         |